# Firmin Ndombe Mubele
Firmin Ndombe Mubele (ur. 17 kwietnia 1994 w Kinszasie) – kongijski piłkarz występujący na pozycji prawego pomocnika w rumuńskim klubie CSC 1599 Șelimbăr.

## Kariera klubowa
Swoją karierę piłkarską Mubele rozpoczął w klubie AS Vita Club z Kinszasy. W sezonie 2013 zadebiutował w jego barwach w pierwszej lidze Demokratycznej Republiki Konga. W sezonie 2013 wywalczył z nim wicemistrzostwo kraju, a w sezonie 2014/2015 został mistrzem tego kraju. Latem 2015 Mubele przeszedł do katarskiego Al-Ahli. Zadebiutował w nim 13 września 2015 w zremisowanym 1:1 wyjazdowym meczu z El Jaish SC. 30 stycznia 2017 roku podpisał 3 i półletni kontrakt z pierwszoligowym Stade Rennais FC. W 2018 został wypożyczony do Toulouse FC, a w tym samym roku klub wykupił piłkarza. W 2019 był wypożyczony do kazachskiego FK Astana.
| Sezon   | Klub             | Kraj       | Rozgrywki       | Mecze | Bramki | Puchary międzynarodowe               | Mecze | Bramki |
| ------- | ---------------- | ---------- | --------------- | ----- | ------ | ------------------------------------ | ----- | ------ |
| 2015/16 | Al Ahli Ad-Dauha | Katar      | QSL             | 23    | 8      | –                                    | –     | –      |
| 2016/17 | Al Ahli Ad-Dauha | Katar      | QSL             | 13    | 8      | –                                    | –     | –      |
| 2016/17 | Stade Rennais FC | Francja    | Ligue 1         | 15    | 3      | –                                    | –     | –      |
| 2017/18 | Stade Rennais FC | Francja    | Ligue 1         | 19    | 5      | –                                    | –     | –      |
| 2017/18 | Toulouse FC      | Francja    | Ligue 1         | 11    | 1      | –                                    | –     | –      |
| 2018/19 | Toulouse FC II   | Francja    | CFA 2           | 1     | 0      | –                                    | –     | –      |
| 2018/19 | Toulouse FC      | Francja    | Ligue 1         | 15    | 1      | –                                    | –     | –      |
| 2019/20 | FK Astana        | Kazachstan | Priemjer Ligasy | 5     | 1      | Liga Mistrzów UEFA, Liga Europy UEFA | 7     | 0      |

Stan na: 8 stycznia 2020 r.

## Kariera reprezentacyjna
W reprezentacji Demokratycznej Republiki Konga Mubele zadebiutował 7 czerwca 2013 w zremisowanym 0:0 meczu eliminacji do MŚ 2014 z Libią, rozegranym w Trypolisie. W 2015 roku został powołany do kadry na Puchar Narodów Afryki 2015. Rozegrał na nim cztery mecze: z Zambią (1:1), z Republiką Zielonego Przylądka (0:0), z Tunezją (1:1) i półfinale z Wybrzeżem Kości Słoniowej (1:3). Z kadrą Demokratycznej Republiki Konga zajął 3. miejsce w tym turnieju.